# 月イチ天国
『月イチ天国』は、エフエムにいつで毎月第一火曜日19:00〜21:00に放送されているラジオ番組である。

## 概要
フリーアナウンサー、ラジオパーソナリティの松本愛と新潟芸人の高橋なんぐのダブルパーソナリティの二人で送る番組

### 放送時間
毎月 第一火曜日　19:00~21:00 (2025/04/01~)
再放送　放送日と同じ週の土曜日　19:00〜21:00(2025/07/05〜)

### 番組ノベルティ
ステッカー（毎月、メッセージを送ったリスナーの中から抽選でもらえる）

## 出演者
- 松本愛（フリーアナウンサー、ラジオパーソナリティ）愛称・愛さん
- 高橋なんぐ（新潟お笑い集団NAMARA所属 芸人、ヤングキャベツ）愛称・なんぐ師匠、なんぐメンバー

### ピンチヒッター・ゲスト
- 森下英矢（新潟お笑い集団NAMARA所属 芸人）[1](愛称・モリゲ、森下メンバー、おいなり)
- 中静祐介（ヤングキャベツ、芸人）[2](愛称・社長、ゴム静)

## コーナー

### 19時台
- お焚き上げ : Xのトレンドなどからテーマを決め、時事問題について切り口鋭くトークする。

- 食卓の輪 : フードバンクに関する情報発信をメインにお伝えするコーナー

### 20時台
- 教えて。なんぐおじちゃん : 子供からの純粋な質問に高橋なんぐが、分かりやすく答える。

- スナック 愛 : 架空のスナックの雇われママ 愛と常連客のなんぐが、悩み事などのメッセージに答える。